# Матвеев, Кирилл Иванович
Кири́лл Ива́нович Матве́ев (22 июля 1926 — 7 февраля 2003) — передовик советского машиностроения, бригадир слесарей-ремонтников основного цеха Новосибирского завода химконцентратов Министерства среднего машиностроения СССР, Герой Социалистического Труда (1971).

## Биография
Родился в 1926 году в селе Карасёво (на территории современного Черпановского района Новосибирской области) в крестьянской русской семье. В 1943 году окончил 7 классов школы. В этом же году призван в Красную Армию. Участник Великой Отечественной войны. Окончил Иркутскую военную школу авиатехников. В 1945 году проходил службу на Дальнем Востоке, участвовал в советско-японской войне. В 1951 году уволен со службы.
С мая 1951 года и до выхода на заслуженный отдых работал на Новосибирском заводе химконцентратов. Сначала трудился слесарем-ремонтником, в 1953 году стал бригадиром. Принимал участие в пуске первой очереди завода. Отличался профессионализмом. Проявлял инициативу и вырабатывал ряд рационализаторских предложений. 
Матвеев является автором одного изобретения и 47 предложений, которые в дальнейшем использовались в производстве. За свою трудовую деятельность пятьдесят семь раз признавался лучшим слесарем завода.   
Указом Президиума Верховного Совета СССР от 26 апреля 1971 года за достижение высоких показателей в производстве Кириллу Ивановичу Матвееву присвоено звание Героя Социалистического Труда с вручением ордена Ленина и медали «Серп и Молот».
Был депутатом Новосибирского городского совета депутатов, а также Дзержинского районного совета депутатов[уточнить]. Являлся делегатом XXV съезда КПСС. Член Новосибирского обкома КПСС. 
В 1987 году вышел на заслуженный отдых. 
Проживал в Новосибирске. Умер 7 февраля 2003 года. Похоронен на Северном кладбище Новосибирска (квартал 13).

## Награды
За трудовые успехи удостоен следующих наград:
- золотая звезда «Серп и Молот» (26.04.1971)
- орден Ленина (26.04.1971)
- Медаль «За победу над Японией»
- другие медали.